# RTR Planeta
Pour les articles homonymes, voir Planeta.
RTR Planeta (en russe : РТР-Планета) est une chaîne généraliste russe appartenant au groupe audiovisuel public VGTRK. S'adressant avant tout à la diaspora russe et russophone, c'est une déclinaison internationale de la deuxième chaîne russe Rossiya 1 (autrefois RTR), dont elle reprend une partie des émissions en direct ou en différé.
RTR Planeta est diffusée par satellite ainsi que sur les principaux réseaux câblés et ADSL en Europe, Asie, Afrique et Amérique du Nord. 
À l'instar des principales chaînes de télévision publiques européennes, la chaîne est membre de l'Union européenne de radio-télévision (UER) ; elle est également affiliée à l'Union de radio-télévision Asie-Pacifique (ABA)
L'Union européenne a interdit la diffusion de la chaîne dans son territoire le 3 juin 2022.

## Programmes
La chaîne diffuse des programmes généralistes, avec notamment des séries et des émissions culturelles. Une place importante est donnée à l'information, avec la reprise des journaux télévisés issus de la chaîne Telekanal Rossiya (Вести). Les versions locales de ces journaux télévisés (Вести-Москва pour Moscou, Вести-Санкт-Петербург pour Saint-Pétersbourg...) sont également diffusées à l'antenne.
La chaîne a été sanctionnée en 2015 en Lituanie, en même temps que d'autres médias russes, au motif d'« incitation à la discorde, justification de l’intervention militaire dans un État souverain, l’Ukraine en l’occurrence, diffusion d’informations tendancieuses », .